# Союз 7К-Т
Союз 7К-Т — транспортный космический корабль, предназначенный для доставки экипажа на орбитальную станцию.
Союз 7К-Т сделан на базе корабля Союза 7К-ОК, одно из изменений затрагивает систему стыковки, космонавты теперь могли переходить из корабля в корабль через внутренний люк-лаз, избегая выхода в открытый космос. Первоначально был рассчитан на транспортировку трёх членов экипажа, однако после гибели при посадке команды «Союза-11», был модифицирован в целях повышения безопасности, после чего смог доставлять на орбиту только двух космонавтов. Также в ходе этих изменений были удалены солнечные батареи, так как заряда аккумуляторов хватало на двухсуточный полёт до орбитальной станции.
Первоначально Союз 7К-Т был построен для работы с долговременными орбитальными станциями (ДОС), позднее была выполнена модификация для доставки экипажей на военные орбитальные пилотируемые станции «Алмаз», в частности были добавлены улучшения, позволяющие избежать повреждения антенны о конструкции станции при стыковке.

## Пилотируемые
До модификации
- Союз-10 — полёт к станции «Салют-1», из-за повреждения стыковочного агрегата экипаж не смог перейти на станцию
- Союз-11 — удачная стыковка к станции «Салют-1», экипаж погиб при возвращении на Землю.

После
- Союз-12 — испытательный орбитальный полёт
- Союз-13 — второй испытательный полёт, корабль оснащён космической обсерваторией «Орион-2»
- Союз-14 — первая экспедиция на станцию «Салют-3»
- Союз-15 — неудачная экспедиция на станцию «Салют-3», корабль не смог пристыковаться
- Союз-17 — первая экспедиция на орбитальную станцию «Салют-4»
- Союз-18а — из-за отказа третьей ступени полёт закончился в аварийном режиме, единственный суборбитальный пилотируемый полёт за историю советской космонавтики
- Союз-18 — вторая экспедиция на станцию «Салют-4»
- Союз-21 — первая экспедиция на станцию «Салют-5»
- Союз-23 — экспедиция на станцию «Салют-5», из-за отказа системы стыковки пришлось экстренно сажать корабль. Первое приводнение в истории советской космонавтики
- Союз-24 — экспедиция на станцию «Салют-5»
- Союз-25 — неудачная экспедиция на станцию «Салют-6», корабль не смог пристыковаться
- Союз-26 — первая основная экспедиция орбитальной станции «Салют-6»
- Союз-27 — первая экспедиция посещения станции «Салют-6»
- Союз-28 — вторая экспедиция посещения станции «Салют-6», первый международный экипаж, первый космонавт Чехословакии
- Союз-29 — вторая основная экспедиция станции «Салют-6»
- Союз-30 — третья экспедиция посещения станции «Салют-6», первый космонавт Польши
- Союз-31 — четвёртая экспедиция посещения станции «Салют-6», первый космонавт ГДР
- Союз-32 — третья основная экспедиция станции «Салют-6»
- Союз-33 — экспедиция на станцию «Салют-6», неудачная попытка стыковки и аварийный спуск на Землю; первый космонавт Болгарии
- Союз-34 — беспилотный запуск, вернул на Землю экипаж «Салюта-6»
- Союз-35 — четвёртая основная экспедиция станции «Салют-6»
- Союз-36 — пятая экспедиция посещения станции «Салют-6», первый космонавт Венгрии
- Союз-37 — седьмая экспедиция посещения станции «Салют-6», первый космонавт Вьетнама
- Союз-38 — восьмая экспедиция посещения станции «Салют-6», первый космонавт Кубы
- Союз-39 — десятая экспедиция посещения станции «Салют-6», первый космонавт Монголии
- Союз-40 — одиннадцатая экспедиция посещения станции «Салют-6», первый космонавт Румынии

## Беспилотные
- Космос-496
- Космос-573
- Космос-613
- Космос-656
- Союз-20